# Псача
Псача (на македонска литературна норма: Псача) е село в Северна Македония, в община Ранковце, разположено в областта Славище.

## География
Селото е разположено на левия бряг на Крива река в северното подножие на Осогово. В Псача е разположен манастирската църква „Свети Никола“.

## История
През втората половина на XIV век Псача е център на владенията на сръбския севастократор Владко Паскачич, който обдарява църквата „Свети Никола“ в селото.
В края на XIX век Псача е голямо българско село в Османската империя. Според статистиката на Васил Кънчов („Македония. Етнография и статистика“) от 1900 година Псача е село в Кривопаланска каза населявано от 1000 жители българи християни и 30 цигани.
Цялото християнско население на селото е под върховенството на Българската екзархия. По данни на секретаря на екзархията Димитър Мишев („La Macédoine et sa Population Chrétienne“) в 1905 година Псача е село в Кумановската каза с 896 българи екзархисти и българско училище.
По време на Първата световна война Псача е включена в Мождивяшка община и има 1020 жители.
Според преброяването от 2002 година селото има 539 жители.
| Националност     | Всичко |
| северномакедонци | 538    |
| албанци          | 0      |
| турци            | 0      |
| роми             | 0      |
| власи            | 0      |
| сърби            | 0      |
| бошняци          | 0      |
| други            | 1      |

## Личности
Родени в Псача
- Ангел Кръстев, български революционер от ВМОРО, четник на Петър Ангелов[5]
- Ангел Спасов, български революционер, деец на ВМОРО, четник на Петко Стефанов в 1915 година[6]
- Ангел Трайков, български революционер, четник на Трайко Павлов в 1914 година,[7] четник на Серафим Спасов в същата година[8]
- Веселин Денков Христов (1881 – след 1943), български революционер
- Денко Дедев, български революционер от ВМОРО, четник на Димитър Кирлиев[9]
- Павле Станков (1852 – 1917), български опълченец
- Стайко (Стойко) Николов, български революционер от ВМОРО, четник на Димитър Кирлиев,[9] четник на Петко Стефанов в 1914 година[10]
- Стойко Миленков, български революционер от ВМОРО, четник на Коце Алексиев[11]
- Стоян Йосев (Йосифов), български революционер, четник на Трайко Павлов в 1914 година,[7] четник на Серафим Спасов в същата година,[12] както и на Петко Стефанов в 1915 година[13]
- Стоян Върбенов (1891 – след 1925), български революционер, войвода на ВМРО
- Тито Петковски (р. 1945), северномакедонски политик
- Трайко Иванов Ангелов, македоно-одрински опълченец, 2 рота на 2 скопска дружина[14]
- Трайко Павлов (1876 – 1944), български революционер, войвода на ВМРО
- Христо Александров, македоно-одрински опълченец, 33-годишен, зидар, неграмотен, 2 рота на 9 велешка дружина[15]